# Begraafplaats van La Bassée
De Begraafplaats van La Bassée is een gemeentelijke begraafplaats in de Franse gemeente La Bassée. De begraafplaats ligt in het stadscentrum, iets ten noorden van het gemeentehuis en de parochiekerk.

## Britse oorlogsgraven
Op de begraafplaats bevinden zich enkele Britse oorlogsgraven uit de Tweede Wereldoorlog. Er liggen meer dan tien oorlogsgraven, waarvan er 12 geïdentificeerd zijn. De graven worden onderhouden door de Commonwealth War Graves Commission. In de CWGC-registers is de begraafplaats opgenomen als La Bassee Communal Cemetery.